# 이원하
이원하(1960년 1월 2일 ~ )는 대한민국의 배우이다.

## 학력
- 서울예술대학교

## 출연 작품

### 영화
- 《천사의 시간》 (2018년) - 주희아빠 역
- 《나쁜 수업》 (2015년) - 차태민 역
- 《야누스: 욕망의 두 얼굴》 (2014년) - 명중 역
- 《그녀는 때와 장소를 가리지 않는다》 (1997년)
- 《용의 국물》 (1997년)
- 《젖소 처녀 나타났네》 (1997년)
- 《포르노 극장 2》 (1997년)
- 《정사 특급》 (1995년)
- 《미인촌》 (1994년)
- 《푼수시대》 (1993년)
- 《섹스폰 위의 여자》 (1993년)
- 《유혹의 오후 2시》 (1993년)
- 《위험한 여자 2》 (1993년)
- 《나는 너를 천사라고 부른다》 (1992년)
- 《서울 야누스》 (1992년)
- 《흑설》 (1991년) - 전경대장 역

### 드라마
- 《공동조례구역: JOA》 (웹드라마, 2024년) - 박휘상 역
- 《봄날》 (SBS, 2005년)
- 《소풍가는 여자》 (SBS, 2004년)
- 《야인시대》 (SBS, 2002년)